# Кавалерлеоне
Кавалерлеоне (итал. Cavallerleone) је насеље у Италији у округу Кунео, региону Пијемонт.
Према процени из 2011. у насељу је живело 485 становника. Насеље се налази на надморској висини од 270 м.

## Становништво
| 1936. | 1951. | 1961. | 1971. | 1981. | 1991. | 2001. | 2011. |
| ----- | ----- | ----- | ----- | ----- | ----- | ----- | ----- |
| 1.059 | 1.005 | 774   | 650   | 567   | 570   | 561   | 652   |